# Четвёртая речь против Катилины
«Четвёртая речь против Катилины» — речь римского оратора Марка Туллия Цицерона, произнесенная 5 декабря 63 года до н. э. в сенате, последняя из катилинарий. Её текст полностью сохранился.
В этой речи Цицерон настаивал на смертной казни для участников заговора Катилины. Выступавший перед ним Гай Юлий Цезарь предложил ограничиться пожизненным заключением и конфискацией имущества, но Цицерон добивался максимально суровой кары. Его точка зрения победила благодаря поддержке Марка Порция Катона.
Речь была опубликована в 61—60 годах до н. э. вместе с другими катилинариями, причём её текст подвергся существенной литературной переработке. Исследователи констатируют, что по своим литературным достоинствам она заметно уступает первой катилинарии.